# Mona Jane Van Duyn
Mona Jane Van Duyn (ur. 9 maja 1921 w Waterloo, zm. 2 grudnia 2004 w University City), poetka amerykańska.
Urodziła się w miejscowości Waterloo w stanie Iowa. Studiowała na Iowa State Teachers College (obecnie University of Northern Iowa). Bakalaureat uzyskała w 1942. Studia kontynuowała na University of Iowa. Magisterium obroniła w 1943. Pracowała jako nauczyciel akademicki głównie na Washington University. Wydała m.in. tomy poezji A Time of Bees (1964), Near Changes (1990, Nagroda Pulitzera), Firefall (1993). W latach 1992–1993 nosiła tytuł poety laureata Kongresu Amerykańskiego. W swojej twórczości po mistrzowsku posługiwała się rymem. Uważała go za środek przeciwstawiania się chaosowi. Broniła też wiersza regularnego nie jako stylu, ale jako światopoglądu: not just style but lifestyle. Zmarła w swoim domu na przedmieściach St. Louis w wieku 83 lat.